# مسجد جامع اهرستان
مسجد جامع اهرستان مربوط به سدهٔ ۸ ه.ق است و در یزد، شرق خیابان شهید صدوقی واقع شده و این اثر در تاریخ ۱۸ آبان ۱۳۷۸ با شمارهٔ ثبت ۲۴۴۲ به‌عنوان یکی از آثار ملی ایران به ثبت رسیده است.